# 纪国故城
纪国故城，又稱雲棲臺，是中國春秋時期至漢代的諸侯國紀國都城遗址，中华人民共和国山东省文物保护单位之一。
紀國故城位于山東省壽光市南部的纪台鎮。現僅存土臺一處，在紀臺鎮第一初级中學院內，殘高10餘米，周長100餘米。土臺周圍原建有祠廟，臺基週圍砌磚，臺上有亭，均毀於文化大革命及其前後。附近村民圍臺取土，臺身滿目瘡痍，最終萎縮為一土堆。1977年12月23日，授予山东省文物保护单位。。